# 凤凰站 (湘桂线)
凤凰站是位于广西壮族自治区来宾市兴宾区凤凰镇的一个铁路车站，邮政编码546102。车站建于1941年，有湘桂铁路经过该站，中国铁路第六次大提速前曾有1558次、2011次快速列车客运业务。现仅办理货运，不办理客运业务，车站及其上下行区间均未电气化。车站距离衡阳站585公里，隶属南宁铁路局，是四等站。